# Matteo Trigona
Matteo Trigona Palermo (Piazza Armerina, 8 april 1679 – aldaar, 22 februari 1753) was een edelman en prelaat in het koninkrijk Sicilië, dat bestuurd werd door het Huis Bourbon. 
Hij was een lid van de adellijke familie Trigona. Zijn ouders waren Luigi of Aloiso Trigona, de baron van Imbaccari Sottano en Terra di Mirabella, en dame Prudenza Palermo van de adellijke familie Gallitano; ze trouwden in 1674.
Paus Clemens XII benoemde Trigona tot bisschop van Syracuse in 1732. Trigona was ook de titulair abt van de Santissima Trinità della Magione in Palermo. Hij ontving een prebende of jaarlijks inkomen van de abdij, die sinds 1492 niet langer deel uitmaakte van een kloosterorde.
Trigona trad af in 1747. Francesco Testa volgde hem op. Paus Benedictus XIV verleende Trigona achteraf de eretitel van aartsbisschop van Iconio (1748). Iconio was hoofdstad van Lycaonië en is de stad in Klein-Azië met de moderne Turkse naam Konya. Trigona overleed vijf jaar later (1753) op het familiedomein in Piazza Armerina.